# Campionati mondiali di judo maschile 1981
I Campionati mondiali di judo 1981 si sono svolti a Maastricht (Paesi Bassi) dal 3 al 6 settembre 1981. La nazione regina della manifestazione è il Giappone che ha collezionato ben 6 medaglie, 4 d'oro, 2 d'argento. Per l'Italia Felice Mariani conquista un bronzo nei -60 kg, il terzo consecutivo.

## Risultati

### Uomini
| Evento | Oro                   | Argento             | Bronzo                            |
| -60 kg | Yasuhiko Moriwaki     | Pavel Petrikov      | Felice Mariani Philippe Takahashi |
| -65 kg | Katsuhiko Kashiwazaki | Constantin Niculae  | Hwang Jung-Oh Petr Ponomarev      |
| -71 kg | Park Chong-Hak        | Serge Dyot          | Karl-Heinz Lehmann Vojo Vujevic   |
| -78 kg | Neil Adams            | Jiro Kase           | Kevin Doherty Georgi Petrov       |
| -86 kg | Bernard Tchoullouyan  | Seiki Nose          | David Bodaveli Detlef Ultsch      |
| -95 kg | Tengiz Khubuluri      | Robert van de Walle | Ha Hyoung-Zoo Roger Vachon        |
| +95 kg | Yasuhiro Yamashita    | Grigori Verichev    | Vladimir Kocman Juha Salonen      |
| Open   | Yasuhiro Yamashita    | Wojciech Reszko     | Andras Ozsvar Robert van de Walle |

### Medagliere
| Posizione | Paese            | Oro | Argento | Bronzo | Totale |
| --------- | ---------------- | --- | ------- | ------ | ------ |
| 1         | Giappone         | 4   | 2       | 0      | 6      |
| 2         | Unione Sovietica | 1   | 1       | 2      | 4      |
| 3         | Francia          | 1   | 1       | 1      | 3      |
| 4         | Corea del Sud    | 1   | 0       | 2      | 3      |
| 5         | Regno Unito      | 1   | 0       | 0      | 1      |
| 6         | Belgio           | 0   | 1       | 1      | 2      |
| 6         | Rep. Ceca        | 0   | 1       | 1      | 2      |
| 8         | Polonia          | 0   | 1       | 0      | 1      |
| 8         | Romania          | 0   | 1       | 0      | 1      |
| 10        | Germania Est     | 0   | 0       | 2      | 2      |
| 10        | Canada           | 0   | 0       | 2      | 2      |
| 12        | Italia           | 0   | 0       | 1      | 1      |
| 12        | Ungheria         | 0   | 0       | 1      | 1      |
| 12        | Jugoslavia       | 0   | 0       | 1      | 1      |
| 12        | Finlandia        | 0   | 0       | 1      | 1      |
| 12        | Bulgaria         | 0   | 0       | 1      | 1      |